# Vojaški ordinariat Francije
Vojaški ordinariat Francije (francosko Diocèse aux Armées Françaises) je rimskokatoliški vojaški ordinariat, ki je vrhovna cerkveno-verska organizacija in skrbi za pripadnike Francoskih oboroženih sil.
Sedež ordinariata je v Parizu.

## Škofje
- Maurice Feltin (29. oktober 1949 - 15. april 1967)
- Jean-Marie-Clément Badré (15. maj 1967 - 10. december 1969)
- Gabriel Marie Étienne Vanel (21. april 1970 - 12. februar 1983)
- Jacques Louis Marie Joseph Fihey (12. februar 1983 - 22. april 1989)
- Michel Marie Jacques Dubost (9. avgust 1989 - 15. april 2000)
- Patrick Le Gal (23. maj 2000 - danes)